# Holomitrium azuayensis
Holomitrium azuayensis là một loài rêu trong họ Dicranaceae. Loài này được M. J. Price mô tả khoa học đầu tiên năm 2002.